# Breest
Breest település Németországban, Mecklenburg-Elő-Pomeránia tartományban. Lakosainak száma 121 fő (2023. december 31.).

## Népesség
A település népességének változása:
| Lakosok száma | 154  | 136  | 132  | 138  | 123  | 121  |
|               | 2014 | 2017 | 2019 | 2021 | 2022 | 2023 |